# (8970) Islandica
(8970) Islandica ist ein Asteroid des inneren Hauptgürtels, der am 29. September 1973 von dem niederländischen Astronomenehepaar Cornelis Johannes van Houten und Ingrid van Houten-Groeneveld entdeckt wurde. Die Entdeckung geschah im Rahmen der 2. Trojaner-Durchmusterung, bei der von Tom Gehrels mit dem 120-cm-Oschin-Schmidt-Teleskop des Palomar-Observatoriums aufgenommene Feldplatten an der Universität Leiden durchmustert wurden, 13 Jahre nach Beginn des Palomar-Leiden-Surveys.
Der mittlere Durchmesser des Asteroiden wurde mithilfe des Wide-Field Infrared Survey Explorers (WISE) mit 9,266 (±0,383) Kilometer berechnet, die Albedo mit 0,062 (±0,006).
Der Asteroid gehört der Themis-Familie an, einer Gruppe von Asteroiden, die nach (24) Themis benannt wurde. Die zeitlosen (nichtoskulierenden) Bahnelemente von (8970) Islandica sind fast identisch mit denjenigen von zwölf weiteren Asteroiden, von denen, wenn man von der Absoluten Helligkeit ausgeht, (23878) 1998 SN2 mit 14,5 der größte ist.
(8970) Islandica ist nach der Spatelente benannt, deren wissenschaftlicher Name Bucephala islandica lautet. Zum Zeitpunkt der Benennung des Asteroiden am 2. Februar 1999 befand sich die Spatelente auf der europäischen Roten Liste gefährdeter Vögel.